# Нововолково (Удмуртия)
Новово́лково — село в Андрейшурском сельском поселении Балезинского района Удмуртии. Центр поселения — село Андрейшур.
К селу был присоединён посёлок Верхний Кеп (население в 1961 — 57). В 1960-х Вехний Кеп был центром сельского совета.
Село находится на правом берегу правом берегу реки Кеп. В селе находится церковь Сретения Господня,в которой с недавнего времени возобновились службы [2023]
Население — 447 человек (2007; 46 в 1961).
В селе имеются 9 улиц: Волкова, Луговая, Мира, Молодёжная, Набережная, Садовая, Сосновая, Удмуртская и Школьная.
ГНИИМБ: 1837
Индекс: 427536